# Catalina Sky Survey
Catalina Sky Survey es un programa de investigación operado por el Lunar and Planetary Laboratory de la Universidad de Arizona, dirigido a la búsqueda de cometas, asteroides y objetos próximos a la Tierra, cuyas órbitas pueden intersecarse con la de la Tierra.
Uno de los objetivos prioritarios de las campañas de observación es la búsqueda de los asteroides potencialmente peligrosos que tienen órbitas que se intersecan con la órbita terrestre y que en el futuro podrían precipitarse sobre nuestro planeta.

## Descubrimientos importantes
| Denominación | Categoría | Fecha del descubrimiento | Dimensión     | Importancia                                                                                                 |
| ------------ | --------- | ------------------------ | ------------- | --- |
| 2007 WD5     | asteroide | 20 de noviembre de 2007  | 50 m (diam.)  | Se ha calculado que el 9 de enero de 2008 podría haber chocado con Marte con la probabilidad de 1 sobre 75. |
| 2007 TU24    | asteroide | 1.º de octubre de 2007   | 250 m (diam.) | El 29 de enero de 2008 ha pasado a 554.209 km de la tierra                                                  |
| 2008 TC3     | asteroide | 6 de octubre de 2008     | 4 m (diam.)   | El 7 de octubre precipitó a tierra en Sudán.                                                                |

## Eponimia
El asteroide (83360) Catalina fue nombrado así por este programa de investigación.